# Новомученик
Новомученици су сви они многобројни хришћани који су страдали у време османске владавине од пада Цариграда (1453). Много је било таквих Новомученика и међу Србима православне вере. Најпознатији међу њима су: св. Ђорђе Кратовац, св. Злата Мегленска, св. Игуман Паисије и Ђакон Авакум. Ова последња двојица, заједно са другим мученицима, набијени су на колац код Стамбол-капије у Београду (1814). 